# Evil Warning
Evil Warning to pierwszy minialbum power metalowej grupy Angra. W roku 1999 został dołączony jako bonus do reedycji pierwszego studyjnego albumu grupy, Angels Cry.

## Lista utworów
1. Evil Warning (nowa wersja) (Matos, Bittencourt, Antunes) – 6:40
2. Angels Cry (remix) (Matos, Bittencourt) – 6:48
3. Carry On (remix) (Matos) – 5:09
4. Wuthering Heights (nowa wersja) (Kate Bush) – 4:40

## Twórcy
- André Matos - śpiew
- Kiko Loureiro - gitara
- Rafael Bittencourt - gitara
- Luís Mariutti - gitara basowa
- Ricardo Confessori - perkusja